# Samuel Cuburu
Samuel Abdul Cuburu Cano (* 20. Februar 1928 in Orizaba, Veracruz; † unbekannt), auch bekannt unter dem Spitznamen Chapela, war ein mexikanischer Fußballspieler, der vorwiegend im Mittelfeld agierte. Er ist der jüngere Bruder der ebenfalls erfolgreichen Fußballspieler Martín Cuburu, der mindestens zweimal mit España Meister wurde (1940 und 1942), und José Antonio Cuburu, der bei der A.D.O. und beim Puebla FC unter Vertrag stand. In seiner Heimatstadt Orizaba wurde im Dezember 2002 ein Sportgelände eröffnet, das seinen Namen trägt: der Campo Samuel Cuburu Chapela.

## Biografie
Cuburu galt als ein stiller Vertreter seiner Zunft, der in der Öffentlichkeit nie über seine Karriere als Fußballer sprach. Er war ein professioneller Trainer und spielte gerne Golf.

### Verein
Während seiner Profikarriere in der mexikanischen Primera División stand Chapela Cuburu zunächst beim Puebla FC und später beim CD Zacatepec unter Vertrag. Mit Zacatepec gewann er 1955 die Meisterschaft. In der Saison 1958/59 stieg er mit dem CD Cuautla aus der ersten Liga ab.

### Nationalmannschaft
Sein Debüt in der mexikanischen Nationalmannschaft gab Samuel Cuburu am 25. September 1949 in einem Spiel gegen Kuba, das mit 3:0 gewonnen wurde. 
Sein zweites Länderspiel bestritt er bei der Fußball-Weltmeisterschaft 1950. Danach kam er für die Nationalmannschaft erst wieder 1956 in zwei weiteren Spielen zum Einsatz. 

### Trainer
Nach seiner aktiven Karriere trainierte er eine Zeitlang seinen in der Segunda División spielenden Heimatverein Orizaba FC.